# Zimzelenovke
Apocynaceae (zimzelenovke) biljna je porodica u redu Gentianales (sirištarolike). Postoji preko 7200 vrsta u 543 roda. Ova familija cvetajućih biljki koja obuhvata drveće, žbunje, bilje, i vreže, poznata je kao „dogbejn” familija, (grčki za „dalje od psa” pošto su neki taksoni korišćeni kao pseći otrovi). Prirodno stanište članova ove familije je u evropskim, azijskim, afričkim, australijskim, i američkim tropskim ili subtropskim područjima, a neki članovi su prisutni i u umerenim područjima. Bivša familija Asclepiadaceae (sad poznata kao Asclepiadoideae) se smatra potfamilijom Apocynaceae i sadrži 348 roda.
Mnoge vrste su visoko drveće prisutno u tropskim šumama, a ima i onih koje rastu u suvim tropskim (ksernim) okruženjima. Takođe se javlja višegodišnje bilje iz umerenih zona. Mnoge od tih biljki imaju mlečni lateks, i mnoge vrste su otrovne ako se progutaju. Neki rodovi Apocynaceae, kao što je , imaju mlečni lateks osim njihovog soka, dok drugi, kao što je , imaju čist sok i nemaju lateks.

## Taksonomija
Godine 2012. je ova familija bila opisana tako da se sastoji od oko 5.100 vrsta, u put potfamilija:
- (inkorporira Asclepiadaceae)
- 1838
- 1834
- 1838

Bivša familija Asclepiadaceae je uključena u Apocynaceae prema Skrivenosemeničnoj filogenskoj grupi III modernog, pretežno molekularano baziranog sisema taksonomije cvetajućih biljki.
Jedna ažurirana klasifikacija, koja sadrži 366 roda, 25 plemena i 49 potplemena, je objavljena 2014. godine.

## Literatura
- Simon, Linda (1997). „Reviewed work: Manhood at Harvard: William James and Others, Kim Townsend”. The New England Quarterly. 88 (4): 336—337. JSTOR 366713. doi:10.2307/366713.
- Endress, Mary E.; Liede-Schumann, Sigrid; Meve, Ulrich (2014). „An updated classification for Apocynaceae”. Phytotaxa. 159 (3): 175. Bibcode:2014Phytx.159..175E. doi:10.11646/phytotaxa.159.3.2.
- Endress, Mary E.; Bruyns, Peter V. (2000). „A Revised Classification of the Apocynaceae s.l.” (PDF). Botanical Review. 66 (1): 1—56. Bibcode:2000BotRv..66....1E. JSTOR 4354361. S2CID 31739212. doi:10.1007/BF02857781.
- Ulrich Meve, Siegried Liede-Schumann: The manifold evolution of succulence in Apocynaceae. In: Schumannia. Volume 6, 2010. стр. 183–206..
- Bingtao Li, Antony J. M. Leeuwenberg & David J. Middleton: Apocynaceae,  – textgleich online wie gedrucktes Werk, In: Wu Zheng-yi, Peter H. Raven (ed): Flora of China. Volume 16: Gentianaceae through Boraginaceae, Science Press und Missouri Botanical Garden Press, Beijing und St. Louis. 1995.  978-0-915279-33-3. стр. 143. (Abschnitt Beschreibung)

## Spoljašnje veze
- Die Familien der Apocynaceae, Asclepiadaceae und „Periplocaceae”. Архивирано из оригинала 04. 03. 2016. г. Приступљено 03. 01. 2019. bei „DELTA von L. Watson & M. J. Dallwitz.”. Архивирано из оригинала 03. 01. 2007. г. Приступљено 03. 01. 2019. (Abschnitt Beschreibung)
- „Apocynaceae in der Western Australian Flora.”. Архивирано из оригинала 13. 08. 2011. г. Приступљено 03. 01. 2019. (Abschnitt Beschreibung)
- Apocynaceae in BoDD – Botanical Dermatology Database